# Przesunięcie bitowe
Przesunięcie bitowe – operacja na liczbach w systemie dwójkowym polegająca na przesunięciu wszystkich cyfr binarnych o {\displaystyle n} pozycji w lewo lub prawo. Jest to działanie powszechnie stosowane w elektronice i informatyce. Najczęściej przesunięcie wykorzystuje się do szybkiego mnożenia/dzielenia przez liczbę 2 i jej potęgi oraz do sekwencyjnego testowania wartości poszczególnych bitów.
W cyfrowych układach elektronicznych przesunięcie bitowe realizowane jest przez rejestry przesuwające.
W różnych językach programowania istnieją funkcje bądź operatory, realizujące przesunięcie:
- w C/C++, PHP, Javie, Pythonie – >> (przesunięcie w prawo), << (przesunięcie w lewo);
- w Pascalu – shr (przesunięcie w prawo), shl (przesunięcie w lewo).

## Przesunięcia o jedną pozycję

### Przesunięcie logiczne w lewo
Na najmłodszą pozycję dopisywany jest bit o wartości zero, natomiast najstarszy bit jest tracony, np.:
{\displaystyle 01101000_{2}\to 11010000_{2}} {\displaystyle (104_{10}\to 208_{10})}
Wartość liczby w naturalnym kodzie binarnym jest 2 razy większa. Większe przesunięcia są równoważne przemnożeniu przez kolejne potęgi dwójki.

### Przesunięcie logiczne w prawo
Na najstarszą pozycję dopisywany jest bit o wartości zero, natomiast najmłodszy bit jest tracony, np.:
{\displaystyle 10011101_{2}\to 01001110_{2}} {\displaystyle (157_{10}\to 78_{10})}
Wartość liczby w naturalnym kodzie binarnym jest 2 razy mniejsza (dzielenie całkowitoliczbowe).

### Przesunięcie arytmetyczne w prawo
Używane dla liczb zapisanych w powszechnie stosowanym kodzie uzupełnień do dwóch (U2). Bit z najstarszej pozycji jest powielany, natomiast najmłodszy bit jest tracony, np.:
{\displaystyle 10011100_{U2}\to 11001110_{U2}} {\displaystyle (-100_{10}\to -50_{10})}
Gdyby zastosować zwykłe przesunięcie bitowe wynikiem byłoby {\displaystyle 78_{10}.}

## Wykorzystanie przesunięcia bitowego w lewo do mnożenia przez stałe
Mnożenie przez pewną określoną liczbę naturalną można zastąpić ciągiem operacji przesunięć bitowych w lewo i dodawania. Jest to powszechnie wykorzystywane (także w kompilatorach) przy tworzeniu oprogramowania dla mikroprocesorów nie posiadających jednostki mnożącej, bądź wykonujących mnożenie wolniej niż przesunięcia.
Mnożenie przez {\displaystyle 2^{n}} jest równoważne przesunięciu w lewo o {\displaystyle n} pozycji. Z kolei stałą całkowitą można przedstawić jako sumę {\displaystyle 2^{n_{1}}+2^{n_{2}}+\ldots +2^{n_{k}},} gdzie {\displaystyle n_{i}} to pozycja ustawionego bitu w reprezentacji binarnej liczby. Wykorzystując rozdzielność mnożenia względem dodawania można zapisać {\displaystyle x(2^{n_{1}}+2^{n_{2}}+\ldots +2^{n_{k}})=x2^{n_{1}}+x2^{n_{2}}+\ldots +x2^{n_{k}}} – liczba przesunięć jest równa liczbie bitów o wartości 1 w stałej, liczba dodawań o jeden mniejsza.
Np. dla stałej {\displaystyle 18_{10}=10010_{2}=2^{1}+2^{4}} mamy {\displaystyle x\cdot 18=x\cdot (2^{1}+2^{4})=x\cdot 2^{1}+x\cdot 2^{4}} – wyliczenie tej wartości wymaga wykonania dwóch przesunięć bitowych o 1 i 4 miejsca w lewo, oraz jednego dodawania.